# 2003–2004-es olasz labdarúgókupa
Az olasz kupa 57. kiírása. A csoportkörben - az első forduló lejátszása után - sok alsóbb osztályú klub nem állt ki a mérkőzésre. Ezektől a csapatoktól 2 pontot levont az olasz szövetség és az ellenfeleknek ítélte a mérkőzést 3–0-val. Az Ancona, Napoli és a Pisa a 3. fordulón kiállt a mérkőzésre így tőlük csak egy pontot vont le a szövetség. Az egymás ellen való mérkőzéseiket mindkét csapatnak 3–0-s vereségnek számolták el.
A tornát a Lazio nyerte, immár negyedszer.

## Eredmények

### Csoportkör
|                                              | Az első helyezett továbbjut.                        |
|                                              | A második, harmadik és negyedik helyezett búcsúzik. |
| A dőlt betűs mérkőzéseket nem játszották le. |                                                     |

#### 1. csoport
A Cagliari, Como és a Piacenza a második fordulótól kezdve nem állt ki a mérkőzésekre.
| Csapat     | M | GY | D | V | LG | KG | GA | P  |
| ---------- | - | -- | - | - | -- | -- | -- | -- |
| Pro Patria | 3 | 2  | 0 | 1 | 6  | 2  | +4 | 6  |
| Cagliari   | 3 | 1  | 0 | 2 | 2  | 6  | -4 | 1  |
| Piacenza   | 3 | 1  | 0 | 2 | 2  | 6  | -4 | 1  |
| Como       | 3 | 0  | 0 | 3 | 0  | 8  | -8 | -2 |

| 1. forduló |     |            |
| Pro Patria | 0–2 | Cagliari   |
| Piacenza   | 2–0 | Como       |
| 2. forduló |     |            |
| Como       | 0–3 | Pro Patria |
| Cagliari   | –   | Piacenza   |
| 3. forduló |     |            |
| Como       | –   | Cagliari   |
| Pro Patria | 3–0 | Piacenza   |

#### 2. csoport
A Livorno és a Torino a második fordulótól kezdve nem állt ki a mérkőzésekre.
| Csapat  | M | GY | D | V | LG | KG | GA | P  |
| ------- | - | -- | - | - | -- | -- | -- | -- |
| Cesena  | 3 | 1  | 2 | 0 | 5  | 2  | +3 | 5  |
| Genoa   | 3 | 1  | 1 | 1 | 4  | 2  | +2 | 4  |
| Torino  | 3 | 1  | 0 | 2 | 1  | 6  | -5 | 1  |
| Livorno | 3 | 0  | 1 | 2 | 1  | 7  | -6 | -1 |

| 1. forduló |     |         |
| Cesena     | 1–1 | Livorno |
| Genoa      | 0–1 | Torino  |
| 2. forduló |     |         |
| Torino     | 0–3 | Cesena  |
| Livorno    | 0–3 | Genoa   |
| 3. forduló |     |         |
| Torino     | –   | Livorno |
| Cesena     | 1–1 | Genoa   |

#### 3. csoport
Az AlbinoLeffe, Palermo, Treviso és a Verona a második fordulótól kezdve nem állt ki a mérkőzésekre.
| Csapat      | M | GY | D | V | LG | KG | GA | P  |
| ----------- | - | -- | - | - | -- | -- | -- | -- |
| Palermo     | 3 | 1  | 0 | 2 | 2  | 6  | -4 | 1  |
| Verona      | 3 | 1  | 0 | 2 | 1  | 6  | -5 | 1  |
| Treviso     | 3 | 0  | 0 | 3 | 0  | 7  | -7 | -2 |
| AlbinoLeffe | 3 | 0  | 0 | 3 | 0  | 8  | -8 | -2 |

| 1. forduló  |     |             |
| Verona      | 1–0 | Treviso     |
| Palermo     | 2–0 | AlbinoLeffe |
| 2. forduló  |     |             |
| AlbinoLeffe | –   | Verona      |
| Treviso     | –   | Palermo     |
| 3. forduló  |     |             |
| AlbinoLeffe | –   | Treviso     |
| Verona      | –   | Palermo     |

#### 4. csoport
Az Atalanta, Triestina, Venezia és a Vicenza a második fordulótól kezdve nem állt ki a mérkőzésekre.
| Csapat    | M | GY | D | V | LG | KG | GA | P  |
| --------- | - | -- | - | - | -- | -- | -- | -- |
| Venezia   | 3 | 1  | 0 | 2 | 2  | 6  | -4 | 1  |
| Triestina | 3 | 0  | 1 | 2 | 1  | 7  | -6 | -1 |
| Vicenza   | 3 | 0  | 1 | 2 | 1  | 7  | -6 | -1 |
| Atalanta  | 3 | 0  | 0 | 3 | 0  | 8  | -8 | -2 |

| 1. forduló |     |           |
| Venezia    | 2–0 | Atalanta  |
| Triestina  | 1–1 | Vicenza   |
| 2. forduló |     |           |
| Vicenza    | –   | Venezia   |
| Atalanta   | –   | Triestina |
| 3. forduló |     |           |
| Vicenza    | –   | Atalanta  |
| Venezia    | –   | Triestina |

#### 5. csoport
A Ternana a második fordulótól kezdve nem állt ki a mérkőzésekre. A Pisa és az Ancona csak a 2. fordulóban nem állt ki a mérkőzésre.
| Csapat         | M | GY | D | V | LG | KG | GA | P  |
| -------------- | - | -- | - | - | -- | -- | -- | -- |
| Sambenedettese | 3 | 2  | 1 | 0 | 6  | 2  | +4 | 7  |
| Pisa           | 3 | 1  | 1 | 1 | 3  | 4  | -1 | 3  |
| Ancona         | 3 | 1  | 0 | 2 | 3  | 5  | -2 | 2  |
| Ternana        | 3 | 0  | 0 | 3 | 1  | 8  | -7 | -2 |

| 1. forduló     |     |                |
| Ternana        | 1–2 | Sambenedettese |
| Ancona         | 0–2 | Pisa           |
| 2. forduló     |     |                |
| Pisa           | –   | Ternana        |
| Sambenedettese | 3–0 | Ancona         |
| 3. forduló     |     |                |
| Pisa           | 1–1 | Sambenedettese |
| Ternana        | 0–3 | Ancona         |

#### 6. csoport
Az Ascoli, Bari és a Martina a második fordulótól kezdve nem állt ki a mérkőzésekre.
| Csapat  | M | GY | D | V | LG | KG | GA | P  |
| ------- | - | -- | - | - | -- | -- | -- | -- |
| Teramo  | 3 | 2  | 1 | 0 | 8  | 2  | +6 | 7  |
| Bari    | 3 | 1  | 0 | 2 | 2  | 7  | -5 | 1  |
| Ascoli  | 3 | 0  | 1 | 2 | 2  | 8  | -6 | -1 |
| Martina | 3 | 0  | 0 | 3 | 1  | 8  | -7 | -2 |

| 1. forduló |     |         |
| Ascoli     | 2–2 | Teramo  |
| Martina    | 1–2 | Bari    |
| 2. forduló |     |         |
| Bari       | –   | Ascoli  |
| Teramo     | 3–0 | Martina |
| 3. forduló |     |         |
| Bari       | 0–3 | Teramo  |
| Ascoli     | –   | Martina |

#### 7. csoport
A Messina és a Pescara a második fordulótól kezdve nem állt ki a mérkőzésekre. A Napoli csak a 2. fordulóban nem állt ki a mérkőzésre.
| Csapat      | M | GY | D | V | LG | KG | GA | P  |
| ----------- | - | -- | - | - | -- | -- | -- | -- |
| Salernitana | 3 | 2  | 1 | 0 | 6  | 0  | +6 | 7  |
| Napoli      | 3 | 1  | 1 | 1 | 3  | 3  | 0  | 3  |
| Messina     | 3 | 1  | 0 | 2 | 2  | 6  | -4 | 1  |
| Pescara     | 3 | 0  | 0 | 3 | 0  | 8  | -8 | -2 |

| 1. forduló  |     |             |
| Salernitana | 0–0 | Napoli      |
| Messina     | 2–0 | Pescara     |
| 2. forduló  |     |             |
| Pescara     | 0–3 | Salernitana |
| Napoli      | –   | Messina     |
| 3. forduló  |     |             |
| Pescara     | 0–3 | Napoli      |
| Salernitana | 3–0 | Messina     |

#### 8. csoport
A Avellino és a Lecce a második fordulótól kezdve nem állt ki a mérkőzésekre.
| Csapat   | M | GY | D | V | LG | KG | GA | P  |
| -------- | - | -- | - | - | -- | -- | -- | -- |
| Brindisi | 3 | 2  | 1 | 0 | 7  | 1  | +6 | 7  |
| Catania  | 3 | 2  | 1 | 0 | 7  | 1  | +6 | 7  |
| Lecce    | 3 | 1  | 0 | 2 | 1  | 6  | -5 | 1  |
| Avellino | 3 | 0  | 0 | 3 | 0  | 7  | -7 | -2 |

| 1. forduló |     |          |
| Avellino   | 0–1 | Lecce    |
| Brindisi   | 1–1 | Catania  |
| 2. forduló |     |          |
| Catania    | 3–0 | Avellino |
| Lecce      | 0–3 | Brindisi |
| 3. forduló |     |          |
| Catania    | 3–0 | Lecce    |
| Avellino   | 0–3 | Brindisi |

### Második forduló
A fordulóban csatlakozó csapatok: Bologna, Brescia, Empoli, Modena, Perugia, Reggina, Sampdoria, Siena.
| 1. csapat      | Eredmény | 2. csapat | 1. mérk. | 2. mérk. |
| -------------- | -------- | --------- | -------- | -------- |
| Pro Patria     | 0–4      | Sampdoria | 0–1      | 0–3      |
| Palermo        | 4–3      | Brescia   | 1–1      | 3–2      |
| Empoli         | 1–3      | Venezia   | 0–2      | 1–1      |
| Sambenedettese | 2–3      | Modena    | 2–1      | 0–2      |
| Salernitana    | 0–5      | Reggina   | 0–2      | 0–3      |
| Brindisi       | 3–5      | Bologna   | 3–2      | 0–3      |
| Cesena         | 3–5      | Perugia   | 1–2      | 2–3      |
| Teramo         | 0–4      | Siena     | 0–1      | 0–3      |

### Nyolcaddöntő
A fordulóban csatlakozó csapatok: Chievo, Internazionale, Juventus, Lazio, Milan, Parma, Roma, Udinese.
| 1. csapat      | Eredmény | 2. csapat | 1. mérk. | 2. mérk. |
| -------------- | -------- | --------- | -------- | -------- |
| Siena          | 2–4      | Juventus  | 1–2      | 1–2      |
| Bologna        | 0–4      | Udinese   | 0–1      | 0–3      |
| Venezia        | 1–2      | Parma     | 0–2      | 1–0      |
| Modena         | 0–3      | Lazio     | 0–2      | 0–1      |
| Sampdoria      | 0–2      | Milan     | 0–1      | 0–1      |
| Chievo         | 2–4      | Perugia   | 2–1      | 0–3      |
| Roma           | 3–1      | Palermo   | 1–0      | 2–1      |
| Internazionale | 3–2      | Reggina   | 2–1      | 1–1      |

### Negyeddöntő
| 1. csapat | Eredmény | 2. csapat      | 1. mérk. | 2. mérk. |
| --------- | -------- | -------------- | -------- | -------- |
| Milan     | 4–2      | Roma           | 2–1      | 2–1      |
| Lazio     | 3–1      | Parma          | 2–0      | 1–1      |
| Udinese   | 1–3      | Internazionale | 0–0      | 1–3      |
| Perugia   | 1–3      | Juventus       | 1–2      | 0–1      |

### Elődöntő
| 1. csapat | Eredmény       | 2. csapat      | 1. mérk. | 2. mérk. |
| --------- | -------------- | -------------- | -------- | -------- |
| Juventus  | 4–4 (Te.: 7-6) | Internazionale | 2–2      | 2–2      |
| Milan     | 1–6            | Lazio          | 1–2      | 0–4      |

### Döntő

#### Első mérkőzés
| 2004. március 17. | Lazio         | 2 – 0 | Juventus | Stadio Olimpico, Róma Nézőszám: 58,000 Játékvezető: Pierluigi Collina |
| 2004. március 17. | Fiore 59' 80' | (0–0) |          | Stadio Olimpico, Róma Nézőszám: 58,000 Játékvezető: Pierluigi Collina |

#### Második mérkőzés
| 2004. május 12. | Juventus                    | 2 – 2 | Lazio                 | Stadio delle Alpi, Torino Nézőszám: 23,000 Játékvezető: Gianluca Paparesta |
| 2004. május 12. | Trézéguet 20' Del Piero 46' | (1–0) | 69' Corradi 86' Fiore | Stadio delle Alpi, Torino Nézőszám: 23,000 Játékvezető: Gianluca Paparesta |

Összesítésben a Lazio nyert (4–2).
| A 2003–2004-es olasz labdarúgókupa győztese: |
| -------------------------------------------- |
| Lazio 4. cím                                 |

## Lásd még
Serie A 2003–2004

Serie B 2003–2004